# Cabudare
Cabudare ist eine Stadt im venezolanischen Bundesstaat Lara. Sie ist Verwaltungssitz des Bezirks Palavecino. Cabudare wird allmählich zur Trabantenstadt für Barquisimeto.

## Geographie

### Geographische Lage
Cabudare befindet sich im Südosten des venezolanischen Bundesstaates Lara. Es liegt auf 10,01 Grad nördlicher Breite und 69,15 Grad westlicher Länge im Inneren Venezuelas und in unmittelbarer Nachbarschaft zu Barquisimeto. Der Turbio- bzw. Cabudarefluss ist am Rande der Stadt.

### Geologie
Cabudare erstreckt sich über Alluvialboden aus dem Quartär.

### Stadtgliederung
Die Hauptbezirke der Stadt sind Los Naranjos, Santa Bárbara, Chucho Briceño, La Mata, Valle Hondo, Las Mercedes, La Alfarería, Barrio Paraíso, El Paraíso, Los Frailes und La Puerta.

## Geschichte
Es gibt keine genaue Angaben zur Gründung von Cabudare. Der Ort wird zum ersten Mal zum Anlass eines Besuches des Bischofs Mariano Martí in Barquisimeto im März 1779 erwähnt.
Während der Unabhängigkeitskriege fanden mehrere Schlachten in der Umgebung statt. So marschierten die Truppen unter Leitung von Simón Bolívar aus Cabudare gegen Barquisimeto im Oktober 1813. 1814 mussten die Unabhängigkeitstruppen unter Leitung von Rafael Urdaneta über den Cabudarefluss von den Spaniern fliehen.

## Wirtschaft
Die Landwirtschaft ist Hauptmotor der Region. Zuckerrohranbau und Rindzucht sind besonders wichtig.

## Politik
Bürgermeister des Municipio Palavecino ist José Barreras von der MUD (Mesa de la Unidad Democrática). Er erzielte bei den Kommunalwahlen 2013 in Cabudare 65,26 % der Stimmen. Im Gemeindeparlament stellt die MUD alle Vertreter.

## Infrastruktur

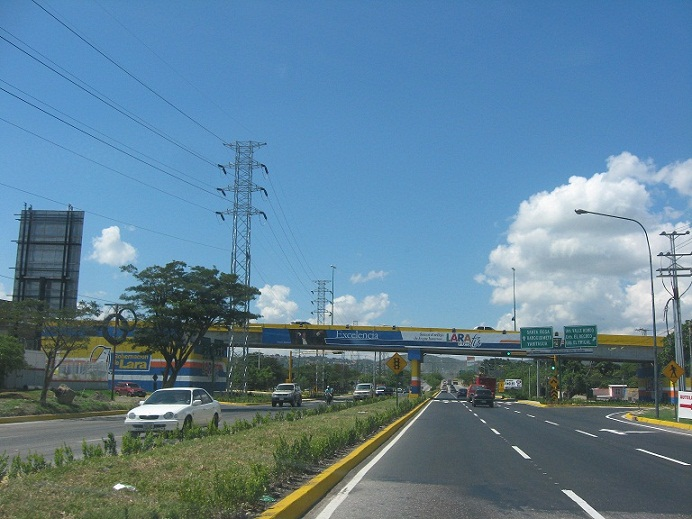
Autobahn zwischen Barquisimeto und Cabudare

### Verkehr
Cabudare ist durch die Nationalstraße 01 mit Barquisimeto und Acarigua verbunden.

### Gesundheit
Cabudare hat mehrere kleinere Krankenhäuser und Kliniken:
- Ambulatorio de Cabudare Don Felipe Ponte.

- Policlínica Cabudare

- Centro de especialidades médicas San Rafael

## Kultur und Sehenswürdigkeiten
- Park La Ceiba
- Nationalpark Terepaima
- La Cruz-Platz
- Kirche von Santa Bárbara